# 12-й Нью-Йоркский пехотный полк
12-й Нью-Йоркский добровольческий пехотный полк (англ. 12th New York Volunteer Infantry Regiment), — один из пехотных полков армии Союза во время Гражданской войны в США. Полк был сформирован в мае 1861 года сроком на 3 месяца службы (потом срок был продлён), участвовал в первом сражении при Булл-Ран и всех сражениях на востоке до апреля 1863 года, когда был расформирован из-за истечения срока службы. Часть рядовых была сведена в батальон, который использовался как стража при штабе V корпуса до лета 1864 года.

## Формирование
Полк был сформирован в лагере Эльмира и принят на службу штату сроком на 2 года 8 мая 1861 года. В тот же день полк получил свою нумерацию. 13 мая он был взят на службу в федеральную армию сроком на 3 месяца. Ядром полка стал 51-й полк Нью-Йоркского ополчения; его роты были набраны в основном: A, B, C, E, H и I в Сиракузах, D — в Хомере, F — в Ливерпуле, G — в Канастоте, К — в Батавии. Первым командиром полка стал полковник Эзра Уальнат, подполковником Джеймс Грэм, майором — Джон Льюис.
18 мая полк получил оружие: 720 капсюльных Спрингфилдов образца 1842 года. Впоследствии их поменяли на нарезные Энфилды.

## Боевой путь
29 мая полк покинул штат и отправился в Вашингтон через Харрисберг и Балтимор. Он был включён в бригаду Ричардсона, в дивизии Тайлера и размещён в укреплениях Вашингтона. 19 июня подполковник Грэм уволился и на ео место был назначен подполковник Роберт Ричардсон.
10 июля полк перешёл Потомак, 16 июля прибыл в Вьенну, а 17 июня прошёл Германатаур и подошёл к Сентервиллу. На следующий день, 18 июня, бригада Ричардсона была послана в атаку на позиции южан у Блэкбернс-Форд. Ричардсон послал в бой сначала 1-й Массачусетский полк, а затем 12-й Нью-Йоркский. Позже он писал: «Я оставил позиции 12-го Нью-Йоркского … когда противник открыл сильный ружейный и артиллерийский обстрел по всей линии. Я отправился на левый фланг и обнаружил, что 12-й Нью-Йоркский в беспорядке отступает к лесу, и только часть двух рот, примерно 60 человек, отходит в порядке. Гаубицы и кавалерия так же отошли; наш фланг оказался открыт, хотя пикетная линия осталась на своём месте и три остальных полка стояли твердо на своём месте».
В сражении при Блэкбернс-Форд полк потерял 10 человек убитыми, 17 ранеными и 7 пропавшими без вести. Впоследствии капрал Джеймс Кросс (рота Е) получил Медаль Почёта за храбрость, а сержант Чарльз Ренд (рота К) за исключительную храбрость.
21 июля во время первого сражения при Булл-Ран, полк не участвовал в боевых действиях и не понёс потерь.
2 августа, несмотря на протесты рядового состава, было решено продлить время службы в федеральной армии с 3 месяцев до полного срока службы в армии штата (2 года).
27 августа полк участвовал в перестрелке у Аптонс-Хилл, где потерял 1 человека раненым.
В сентябре полк служил в укреплениях Вашингтона. 20 сентября капитан Джордж Коль (рота Н) перевёлся в 3-й Нью-Йоркский кавалерийский полк. 25 сентября уволился полковник Уалрат. В октябре полк перевели в бригаду Уодсворта в составе дивизии Макдауэлла. 21 октября майор Джон Льюис был случайно убит в Вашингтоне и его место занял капитан Генри Барнум (рота I).
3 февраля 1862 года полковник Генри Уикс набрал для полка дополнительных рекрутов (из рядовых расформированного 12-го Нью-Йоркского полка ополчения), поэтому имеющиеся роты были объединены в 5 рот, A, G, H, I и K. Рота В была влита в роту Н, рота С — в роту К, рота D — в роту I, роты К и Е — в роту А, а рота F — в роту Н. После этого рота А была переведена в 102-й Нью-Йоркский пехотный полк. Сам Генри Уикс стал полковником полка.
В марте полк был включён в бригаду Баттерфилда (дивизия Портера, III корпус Потомакской армии).
10 марта 1862 года бригада Баттерфилда начала наступление на Манассас, но уже 22 марта была переброшена на Вирджинский полуостров и участвовала в осаде Йорктауна. 10 мая бригаду Баттерфилда перевели в V корпус.
26 мая полк участвовал в рекогносцировке у Хановер-Кортхауз, а 27 мая участвовал в сражении у Хановер-Кортхауз. В этом бою полк потерял 2 человек ранеными и 1 пропавшим без вести. После этого полк участвовал в Семидневной битве, в частности, в сражении при Гейнс-Милл он потерял 2 офицеров и 10 рядовых убитыми, и 9 человек ранеными. 1 июля при Малверн-Хилл полк потерял 9 рядовых убитыми и 3 ранеными. Майор Генри Барнум был тяжело ранен и попал в плен. Впоследствии он бы отпущен по обмену.
16 августа полк был отправлен в форт Монро и оттуда в Северную Вирджинию. 22 августа адъютант полка, Сайлас Титус, покинул полк и стал полковником 122-го Нью-Йоркского пехотного полка. 30 августа полк принимал участие во втором сражении при Булл-Ран. В этом бою полк потерял 17 человек убитыми и 7 человек смертельно ранеными, были ранены полковник Уикс и ещё 5 офицеров, и 50 рядовых. 1 офицер и 62 рядовых пропали без вести.
В сентябре 1862 года полк участвовал в Мерилендской кампании. 11 сентября майор Барнум покинул полк и возглавил 149-й Нью-Йоркский пехотный полк. 17 сентябре полк стоял в резерве во время сражения при Энтитеме, а 19 сентября участвовал в сражении при Шефердстауне, где потерял 1 человека раненым.
В ноябре полк участвовал во Фредериксбергской кампании, а во время сражения при Фредериксберге штурмовал высоты Мари (в составе дивизии Гриффина). В этом бою полк потерял 2 человек убитыми, 13 человек ранеными и 7 пропавшими без вести. Он также участвовал в «Грязевом марше» в январе 1863 года. 6 февраля подполковник Ричардсон покинул полк и возглавил 15-й Нью-Йоркский кавалерийский полк. Его место занял майор Рут.
1 — 2 мая 1863 года полк не был задействован во время сражения при Чанселорсвилле и не понёс потерь.
17 мая полк был расформирован ввиду истечения срока службы. Те рядовые, что были записаны на три года, были сведены в две роты — D и F, и в итоге образовался 12-й Нью-Йоркский пехотный батальон, который использовался в качестве стражи при штабе V корпуса. В этой роли батальон участвовал в сражениях при Геттисберге, в Глуши и при Спотсильвейни. 2 июня 1864 года роты батальона были переведены в 5-й Ветеранский Нью-Йоркский пехотный полк как роты Е и F.